# Зелёная Долина (Калининградская область)
Зелёная Долина (до 1938 — Гросс Нибуджен (нем. Groß Niebudszen), до 1946 — Штайнзе (нем. Steinsee)) — посёлок в Черняховском районе Калининградской области. 

## История
Поселение относится к исторической области Надровия. В составе Германии (Восточная Пруссия) до 1945 года. При Гитлере название первопоселения подверглось германизации в ходе кампании по ликвидации в Третьем Рейхе топонимики древнепрусского происхождения: в 1938 году название Гросс Нибуджен изменено на Штайнзе. Большой Нибуджен находится к северо-востоку от Малого Нибуджена — посёлка Садовое.
По итогам Второй мировой войны населенный пункт вошёл в состав СССР. С 1946 года посёлок носит название Зелёная Долина. Ныне в составе России как правопреемницы СССР.
До 2015 года входил в состав Калужского сельского поселения.

## Достопримечателности
На территории поселка находиться мост довоенной постройки несуществующей ныне узкоколейной железной дороги через реку Буду (Нибудис).

## Население
| 1910 | 1933 | 1939 | 2002 | 2010 |
| ---- | ---- | ---- | ---- | ---- |
| 120  | ↘112 | ↗215 | ↘5   | ↘4   |